# Ikarus 350
Az Ikarus 350 az Ikarus 300-as típuscsalád egyik tagja, az Ikarus 250 típus utódja, távolsági turistabusz.

## Története
A típus az 1980-as évek végén jelent meg. A jármű alacsonyabb, és nagyobb tengelytávval rendelkezik, mint az Ikarus 386 vagy az Ikarus 396. 1990-ig a jármű második ajtaja a tengely mögött helyezkedett el, de mivel ez sok problémát okozott, ezért 1990-től a hátsó ajtó – a 386-os és 396-os típushoz hasonlóan – a hátsó tengely elé került. A típust már nem gyártják.

## Jobbkormányos kivitel
Angol igényeknek megfelelően a típus jobbkormányos kivitelben is készült. Nagy-Britanniában több mint 100 darab közlekedik, Euro 1 minősítésű motorral.

## Motor
- RÁBA D 2156 MT6UT
- Közvetlen befecskendezésű, turbófeltöltésű
- soros, 6 hengeres dízelmotor
- Hengerűrtartalom: 10350 cm3
- Legn. teljesítmény: 184 kW (250 LE) (2200/min)
- Legn. Nyomaték: 883 Nm (1600/min)

DAF LT 210 
- Közvetlen befecskendezésű, turbófeltöltésű
- soros, 6 hengeres álló dízelmotor
- Hengerűrtartalom:   11630 cm3
- Legn. teljesítmény:  210 kW (286 LE) (2200/min)
- Legn. Nyomaték: 1100 Nm (1300/min)

## Erőátvitel
- CSEPEL S6-90U
- Mechanikus, 6+1 sebességes váltó